# Norimoto Yoda
 (décembre 2016).
Si vous disposez d'ouvrages ou d'articles de référence ou si vous connaissez des sites web de qualité traitant du thème abordé ici, merci de compléter l'article en donnant les références utiles à sa vérifiabilité et en les liant à la section « Notes et références ».
Dans ce nom japonais, le nom de famille, Yoda, précède le nom personnel.
Norimoto Yoda (依田 紀基, Yoda Norimoto) est un joueur de go professionnel. Il est né le 11 février 1966 à Iwamizawa, au Japon.

## Titres
Niromoto Yoda possède plusieurs titres nationaux : 
| Titre                 | Années                   |
| --------------------- | ------------------------ |
| Titres nationaux      | 31                       |
| Meijin                | 2000 - 2003              |
| Judan                 | 1995, 1996               |
| Gosei                 | 1996 - 1998, 2003 - 2005 |
| Coupe NEC             | 1992, 1997, 2002         |
| Coupe NHK             | 1991, 1993, 1998 - 2000  |
| Coupe Agon            | 1997                     |
| Shinjin-O             | 1983, 1986 - 1990        |
| Kakusei               | 2002                     |
| Shin-Ei               | 1986, 1987               |
| NEC Shun-Ei           | 1986                     |
| Titres internationaux | 4                        |
| Coupe Asian TV        | 1993, 1998, 1999         |
| Coupe Samsung         | 1996                     |